# Johann Krieger
Johann Krieger (ur. 28 grudnia 1651 w Norymberdze, ochrzczony 1 stycznia 1652 tamże, zm. 18 lipca 1735 w Żytawie) – niemiecki kompozytor i organista.

## Życiorys
Brat Johanna Philippa. Uczył się śpiewu u Heinricha Schwemmera i gry na instrumentach klawiszowych u Georga Caspara Weckera oraz kompozycji u swojego brata w Zeitz. W latach 1673–1677 pełnił funkcję nadwornego organisty w Bayreuth. W kolejnych latach był nadwornym kapelmistrzem w Greiz (1678–1680) i Eisenbergu (1680–1682). Po 1682 roku działał w Żytawie, gdzie był organistą w kościele św. Jana, a także pełnił funkcję director chori musici.

## Twórczość
Należał do czołowych przedstawicieli środkowoniemieckiej szkoły organowej. Jego fugi przyczyniły się wydatnie do rozwoju tej formy przed czasami J.S. Bacha. Jako jeden z pierwszych kompozytorów tworzył suity na instrumenty klawiszowe, poszerzając dotychczasowy 4-częściowy schemat suity o inne tańce, następujące po sarabandzie. Pisał także utwory wokalne i wokalno-instrumentalne (motety, części mszalne, koncerty solowe i chóralne), z których ogólnej liczby około 235 do czasów dzisiejszych zachowało się zaledwie 33.
Jego twórczość podziwiali Johann Mattheson i Georg Friedrich Händel.